# أحمس ساباإري
أحمس ساباإير (وأيضًا أحمس سا بائيري) كان أميرًا في أواخر الأسرة السابعة عشر (1580–1550 قبل الميلاد).

## العائلة
كان على الأرجح ابن الملك سقنن رع وأخًا لـ أحمس الأول أو ابن أحمس الأول.

## الشهادة
خلال الأسرة الثامنة عشر، يظهر اسمه على عدة آثار. إن هذا البروز نادر نسبيًا في حالة الأمراء الذين لم يتولوا العرش، لذا اقترح البعض أنه قد يكون هو نفسه والد تحتمس الأول المجهول، الذي خلف ابن أخ ساباإير، أمنحتب الأول الذي لم يكن له أبناء.

## الدفن
في دراع أبو النجا، تم العثور على شابيتات وأقمشة جنائزية تخص أحمس ساباإير. ومع ذلك، فإن المومياء التي تم التعرف عليها على أنها له هي لطفل يبلغ من العمر 5 إلى 6 سنوات. تم العثور على المومياء في خبيئة الدير البحري في عام 1881 وتم فك لفائفها بواسطة غرافتون إليوت سميث وأ. ر. فيرغسون في 9 سبتمبر 1905. موقع قبره غير معروف، ولكن كان لا يزال معروفًا أثناء فحص القبور من الأسرة العشرين المذكورة في بردية أبوت.

## الروابط الخارجية
- تابوته ومومياؤه[وصلة مكسورة]